# Acidophiline

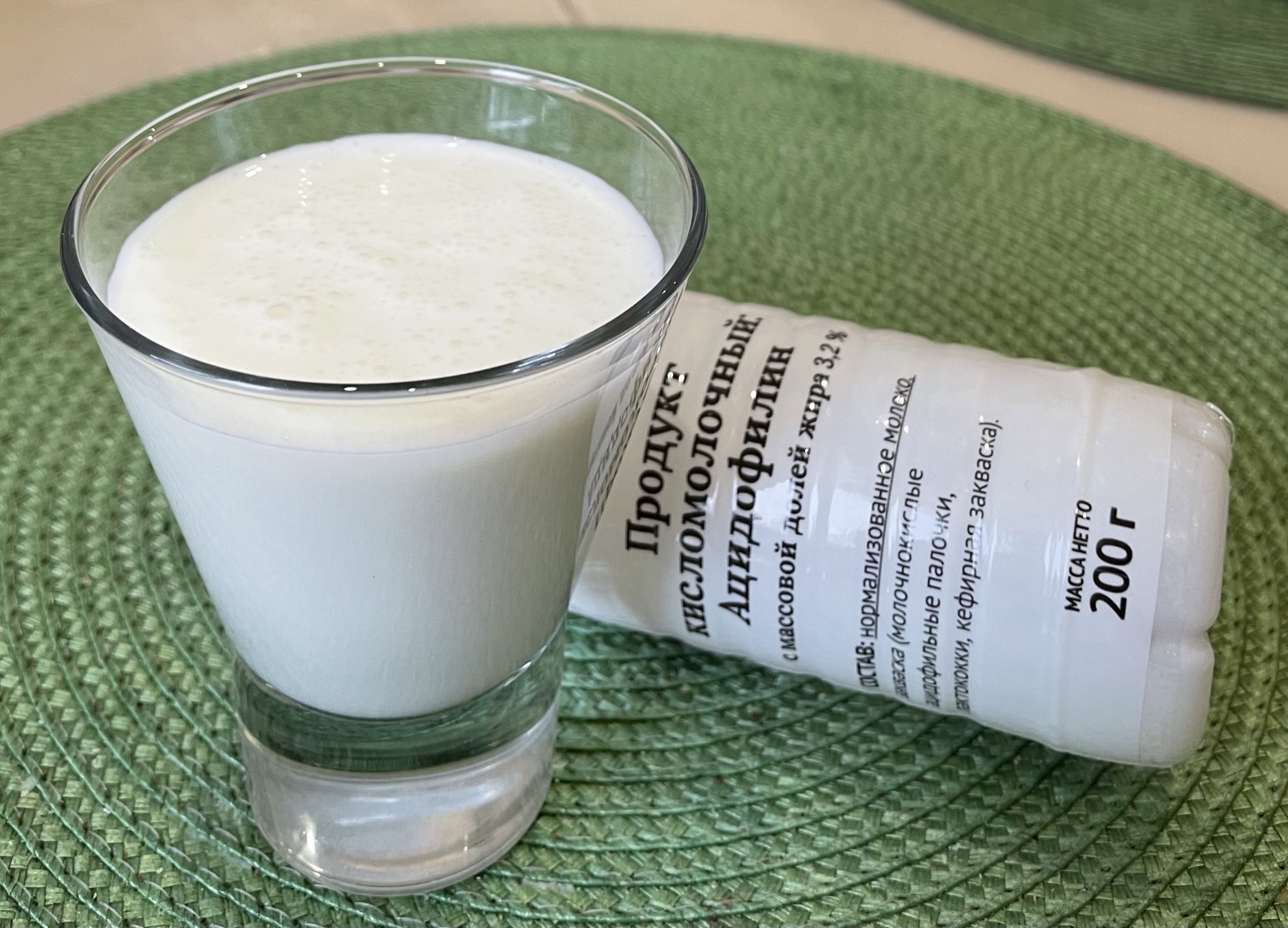
Một hình ảnh về Acidophiline

Acidophiline (tiếng Nga: ацидофилин) là một loại sữa chua uống được, với Lactobacillus acidophilus là chất khởi đầu. Men Kefir đôi khi được thêm vào. Nó có đặc tính kháng khuẩn và được sử dụng ở các quốc gia thuộc Khối Xô viết, trước đây để điều trị các bệnh đường ruột như viêm đại tràng và viêm ruột kết. Acidophiline ngọt được sản xuất rộng rãi ở Liên Xô, trong số các loại sữa lên men khác, chẳng hạn như kefir và ryazhenka.